# Ivensia longispina
Ivensia longispina är en insektsart som beskrevs av David R. Ragge 1980. Ivensia longispina ingår i släktet Ivensia och familjen vårtbitare. Inga underarter finns listade i Catalogue of Life.